# Lana de vidrio

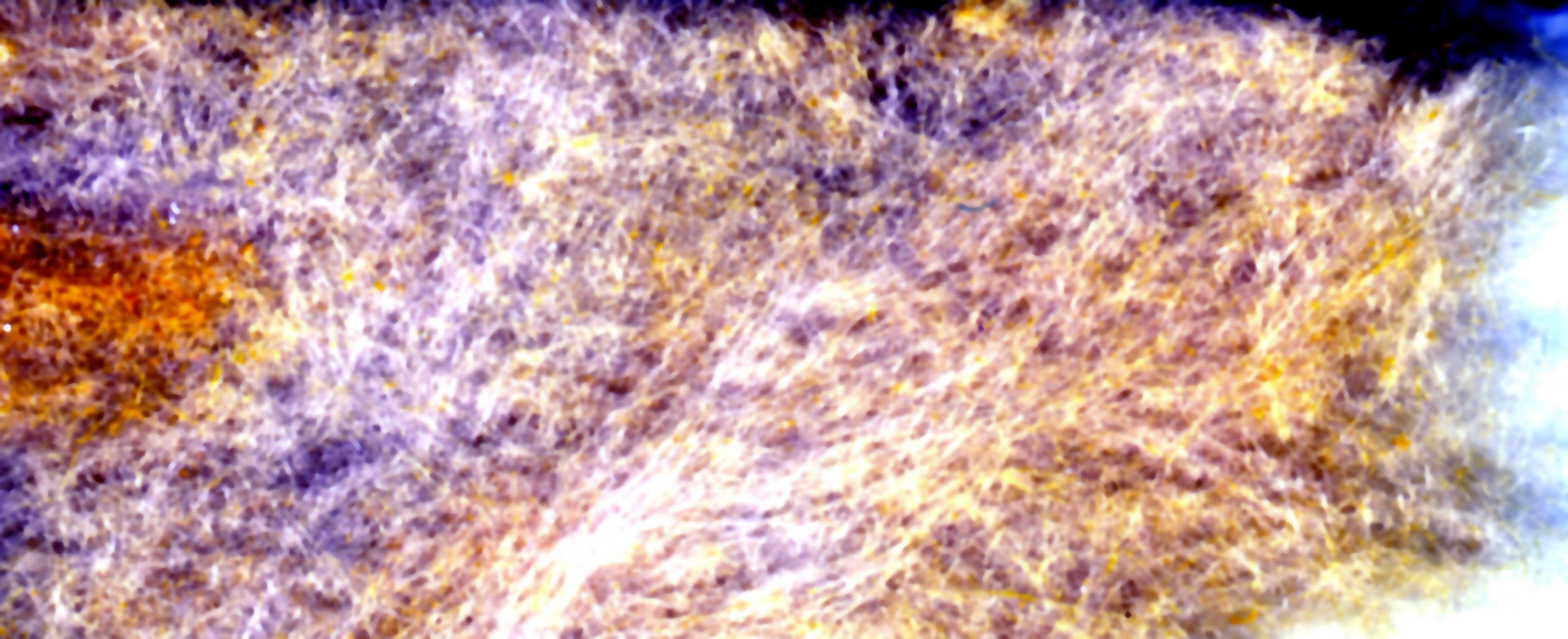
Lana de vidrio

La lana de vidrio es una fibra mineral fabricada con millones de filamentos de vidrio unidos con un aglutinante. El espacio libre con aire entre las fibras aumenta la resistencia a la transmisión de calor.

## Proceso de fabricación
Se comienza fundiendo a una temperatura de 1450 °C una mezcla de arena natural, aditivos y vidrio reciclado. El vidrio así obtenido es convertido en fibras. Para ello se recurre a un método de alta velocidad similar al utilizado para fabricar algodón de azúcar, forzándolo a través de una rejilla fina mediante una fuerza centrífuga, enfriándose al entrar en contacto con el aire. La cohesión y resistencia mecánica del producto se obtiene rociando a los millones de filamentos con una solución aglutinante que adhiere a las fibras entre sí. La masa de fibras embebidas en el aglutinante es calentada a una temperatura de unos 200 °C para polimerizar la resina y es curada para darle resistencia y estabilidad. La etapa final comprende el corte de la lana y el empacado en rollos o paneles a alta presión previo a paletizar el producto terminado, para facilitar su transporte y almacenamiento.

## Aplicaciones en construcción
Aplicaciones en edificación residencial:
- Cerramientos verticales
- Cubierta inclinada
- Divisorias interiores y techos
- Conductos de aire acondicionado
- Aislamiento acústico para suelos
- Aislamiento acústico para falsos techos

Aplicaciones en edificación industrial:
- Cubiertas y fachadas de doble chapa metálica
- Divisiones interiores
- Aislamiento de techos
- Conductos de aire acondicionado
- Aislamiento de conductos de aire acondicionado

La lana de vidrio es un material aislante térmico y acústico sumamente eficiente y de fácil manejo. El material posee una muy buena relación resistencia térmica / precio, siendo un material muy apropiado para aislaciones acústicas.[cita requerida]
Hay una serie de detalles importantes que predefinen el aislamiento acústico de un sistema:
- El material aislante debe ser seleccionado por su estructura, que es fundamental para el comportamiento del aislamiento acústico. Los materiales idóneos tienen una estructura elástica.
- La capacidad del aislamiento para rellenar completamente una cavidad tiene un impacto positivo en el rendimiento del sistema. El ajuste correcto del aislamiento en los lugares donde los puentes acústicos suelen aparecer.

La lana mineral de vidrio presenta el mejor equilibrio ambiental (respecto a las emisiones de CO2).[cita requerida] La evaluación del ciclo de vida (ECV) es un proceso de evaluación de los efectos que tiene un producto sobre el medio ambiente durante toda su vida útil, aumentando la eficiencia en el uso de recursos y disminuyendo las responsabilidades. Se puede utilizar para estudiar el impacto medioambiental de un producto o la función que debe desempeñar el producto. Habitualmente se hace referencia a la ECV como un análisis "de la cuna a la tumba".
- Datos: Q1993315
- Multimedia: Glass wool / Q1993315